# Municipio de Weston (Ohio)
El municipio de Weston (en inglés: Weston Township) es un municipio ubicado en el condado de Wood en el estado estadounidense de Ohio. En el año 2010 tenía una población de 2336 habitantes y una densidad poblacional de 61,11 personas por km².

## Geografía
El municipio de Weston se encuentra ubicado en las coordenadas 41°21′51″N 83°48′44″O / 41.36417, -83.81222. Según la Oficina del Censo de los Estados Unidos, el municipio tiene una superficie total de 38.23 km², de la cual 38,22 km² corresponden a tierra firme y (0,02 %) 0,01 km² es agua.

## Demografía
Según el censo de 2010, había 2336 personas residiendo en el municipio de Weston. La densidad de población era de 61,11 hab./km². De los 2336 habitantes, el municipio de Weston estaba compuesto por el 92,89 % blancos, el 0,34 % eran afroamericanos, el 0,77 % eran amerindios, el 0,17 % eran asiáticos, el 3,85 % eran de otras razas y el 1,97 % eran de una mezcla de razas. Del total de la población el 9,38 % eran hispanos o latinos de cualquier raza.